# San Francisco Pops Orchestra
La San Francisco Pops Orchestra è un'orchestra di San Francisco in California.

## Storia
Quando venne fondata la San Francisco Symphony Orchestra nel 1911, il suo primo direttore musicale, Henry Hadley, avviò la tradizione dei concerti "pops", dedicati a musiche classiche molto popolari e ad arrangiamenti da operetta, musical e melodie popolari. Con il completamento del Civic Auditorium nel 1915, la maggior parte dei concerti "pops" venne tenuta in questa enorme sala capace di 10.000 posti.  Provvedimenti dell'autorità municipale contribuirono a mantenere le tasse sugli ingressi a livelli molto bassi. 
I concerti "pops" rinacquero a nuova vita nell'estate del 1949 quando Arthur Fiedler, direttore della Boston Pops Orchestra, venne invitato, dal direttore musicale Pierre Monteux, a dirigere l'orchestra. Da allora Fiedler continuò a dirigere i concerti estivi fino alla metà degli anni '70 del XX secolo. Oltre ai concerti del  Civic Auditorium, Fiedler diresse annualmente concerti al Sigmund Stern Grove, ed in alcune occasioni anche allo Stanford University's Frost Amphitheatre  e all'Oakland's Paramount Theatre.